# وحشيات الأسنان
وحشيات الأسنان هي مجموعة رئيسية من وحشيات الوجه ويمكن تعريفها في المصطلحات التقليدية حيب نظام لينيوس وفي هذه الحالة فهي رتيبة من مندمجات الأقواس التي عاشت من فترات العصر البرمي الأوسط إلى فترات العصر الطباشيري الأوسط، أو في مصطلحات نظام التصنيف التفرعي وفي هذه الحالة أنها لا تشمل فقط وحشيات الأسنان التقليدية ولكن أيضا أحفادهم الثدييات كذلك (بنفس الطريقة التي تضم فيها الديناصورات وحشية الوجه الطيور على أنها تصنيف فرعي منها).

## التصنيف
- رتبة وحشيات الوجه
  - وحشيات الأسنان *
    - رتيبة †جورجونيات الوجه وأشباهها
      - فصيلة †جورجونيات الوجه

    - وحشيات الأسنان حقيقية
      - رتيبة †وحشيات الرأس
        - فصيلة †تماسيح ذئبية
        - (غير موضعة) †زحافيات جروية
          - فصيلة †زحافة جروية
          - دون رتبة †Eutherocephalia
            - فصيلة †Hofmeyriidae
            - فصيلة †Moschorhinidae
            - فصيلة †Whaitsiidae
            - فوق فصيلة †Baurioidea
              - فصيلة †Bauriidae
              - فصيلة †Ericiolacteridae
              - فصيلة †Ictidosuchidae
                - جنس †Ictidosuchoides
                - جنس †Ictidosuchus

              - فصيلة †Ictidosuchopsidae
              - فصيلة †Lycideopsidae